# Miff Mole

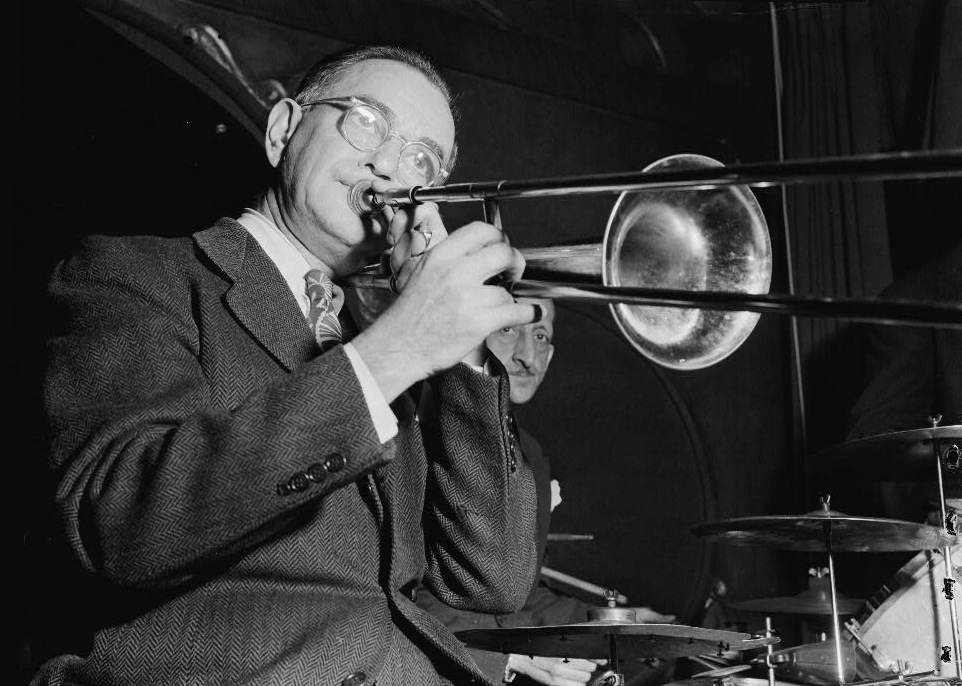
Miff Mole på Nick's Tavern i New York 1946. Foto: William P. Gottlieb.

Irving Milfred "Miff" Mole, född den 11 mars 1898 i Roosevelt, New York, död den 29 april 1961 i New York, var en amerikansk jazztrombonist.
Mole räknas som den första stilbildande vite trombonsolisten inom den tidiga jazzen, och hade en tekniskt avancerad, smidig spelstil fjärran från den ursprungliga New Orleansjazzens primitivare "tailgate-stil". Han gjorde sina flesta och mest uppmärksammade skivinspelningar under 1920-talet, bland annat som medlem av Original Memphis Five och Roger Wolfe Kahns orkester, men inte minst som parhäst till trumpetaren Red Nichols på en lång rad förhållandevis avantgardistiska inspelningar med små studiogrupper (vissa utgivna under namnet "Miff Mole and His Molers"). Med dessa spelade Mole bland annat in den egna kompositionen Slippin' Around, en virtuos uppvisning i trombonspel.
Under 1930- och 1940-talen arbetade Mole mycket inom radio och ingick periodvis i storband som Paul Whitemans och Benny Goodmans. Från och med 1940-talets senare del övergick han dock allt mer till att framträda med mindre, dixielandinriktade grupper.
Den svenske trombonisten och orkesterledaren Miff Görling fick sitt smeknamn efter Mole.